# Hydroiodide
Hydroiodid ist ein  Sammelbegriff für die organisch-chemische Stoffklasse der Salze, die Iodwasserstoffsäure HI mit basischen organischen Verbindungen bildet. Es handelt sich um eine Untergruppe der Hydrohalogenide, zu denen auch die Hydrochloride, Hydrofluoride und Hydrobromide gehören.
Hydroiodide werden beispielsweise von Aminen, basischen Aminosäuren, Aminosäureestern und Alkaloiden gebildet. Der Arzneistoff D-Glucosamin ist als Hydroiodid erhältlich.
Oft sind Hydroiodide Salze von primären, sekundären oder tertiären Aminen, die sich in einer Neutralisationsreaktion mit Iodwasserstoffsäure (HI) bilden: 
R3N + HI → R3NH+ I−
Die Reaktion verläuft analog der Reaktion von Ammoniak mit HI, bei der sich Ammoniumiodid (NH4I) bildet. Hydroiodide enthalten wie alle Iodide das Iodid-Anion (I−) und sind daher Salze. Hydroiodide sind im Vergleich zu ihren Stammverbindungen (meist Amine) meist besser wasserlöslich und lassen sich leichter durch Umkristallisation reinigen. Die Hydroiodide von Aminen sind deutlich stabiler und resistenter gegenüber Alterung – erkennbar an Verfärbung – als die freien basischen Amine.
Bei komplizierten Molekülen mit mehreren basisch reagierenden funktionellen Gruppen (siehe Alkaloide, Lysin), bei denen sich die protonierte Gruppe nicht genau festlegen lässt, werden Hydroiodide oft graphisch wie folgt dargestellt: 
R3N + HI → R3N·HI
Bei der Reaktion von organischen Diaminen mit überschüssiger Iodwasserstoffsäure entstehen Dihydroiodide, die zwei Äquivalente Iodwasserstoffsäure (HI) salzartig gebunden enthalten.